# Epiphragma fulvinotum
Epiphragma fulvinotum är en tvåvingeart som beskrevs av Alexander 1931. Epiphragma fulvinotum ingår i släktet Epiphragma och familjen småharkrankar. Inga underarter finns listade i Catalogue of Life.